# Fabio Galli
Fabio Galli (* 10. Dezember 1969 in Cremona) ist ein ehemaliger italienischer Beachvolleyballspieler.

## Karriere
Galli spielte von 1983 bis 2003 Hallenvolleyball bei verschiedenen italienischen Vereinen. Seit 1995 spielte er auch Beachvolleyball mit verschiedenen Partnern auf der FIVB World Tour. Von 2002 bis 2004 war Riccardo Fenili sein Partner. Galli/Fenili wurden 2002 italienischer Meister und belegten 2003 bei der Weltmeisterschaft in Rio de Janeiro Platz 17. Ab 2004 spielte Galli mit Andrea Raffaelli. 2005 trat das Duo bei der Europameisterschaft in Moskau an und unterlag nach dem verlorenen ersten Spiel in der dritten Verliererrunde gegen die Landsleute Lione/Varnier. Bei der EM 2006 in Den Haag reichte es zu Platz 17. Zwei Jahre später landete Galli bei der EM 2008 in Hamburg an der Seite von Rodolfo Cavaliere erneut auf Platz 17. Heute ist Galli auch als Beachvolleyball-Trainer tätig.